# Fondation d'art contemporain Daniel et Florence Guerlain
La fondation d'art contemporain Daniel et Florence Guerlain est une fondation d'art contemporain située dans l'ouest de la région parisienne, aux Mesnuls (Yvelines) créée par le couple de collectionneurs Florence et Daniel Guerlain.

## Historique
La fondation est créée en 1996 pour favoriser la rencontre entre les artistes et le public aussi largement que possible.
Elle ferme ses portes au public en décembre 2004.

### Donation
Début 2012, Florence et Daniel Guerlain réalisent une donation de 1 200 œuvres sur papier au Cabinet d'art graphique du musée national d'Art moderne du Centre Georges-Pompidou. 400 de ces œuvres y sont exposées en 2013-2014.

### Prix de dessin contemporain
L'unique activité de la fondation est maintenant l'attribution d'un prix de dessin contemporain. Ce prix s'adresse à des artistes français ou/et étrangers, habitant ou non en France, ayant un lien culturel avec la France.
Une commission de personnes qualifiées de l'art sélectionne les artistes proposés à un jury international de collectionneurs privés.

## Expositions
- 2013-2014 : Donation FLorence et Daniel Guerlain, Centre Pompidou, Paris[5]
- Avril-septembre 2000 : « Animal figuré - Gilles Aillaud, Pascal Bernier, Balthasar Burkhard, Henri Cueco, Barry Flanagan, Michel Four, Claude et François-Xavier Lalanne, Andrew Mansfield, Max Neumann, Jean-Jacques Ostier, Alain Séchas, Ray Smith et William Wegman »

## Historique du prix
- 2023[6] :
  - Lauréat : Pascal Leyder
  - Sélectionnés : Mehrdad Rashidi, Melvin Way
- 2022[7] :
  - Lauréat : Olga Chernysheva
  - Sélectionnés : Chloe Piene, Gert & Uwe Tobias
- 2021[8] :
  - Lauréat : Françoise Petrovitch
  - Sélectionnés : Martin Damman, Erik van Lieshout
- 2020[9] :
  - Lauréat : Juan Uslé
  - Sélectionnés : Callum Innes, Florian Pumhösl
- 2019[10] :
  - Lauréat : Claire Morgan
  - Sélectionnés :  Friedrich Kunath, Jérôme Zonder
- 2018[11] :
  - Lauréat : Mamma Andersson
  - Sélectionnés : Juul Kraijer, Leiko Ikemura
- 2016[12]
  - Lauréat : Cameron Jamie
  - Sélectionnés : Jana Gunstheimer, Anne-Marie Schneider
- 2015[13]
  - Lauréat : Jockum Nordström (Suède)
  - Sélectionnés : Tomma Abts, Pavel Pepperstein
- 2014[14]
  - Lauréat : Tomasz Kowalski (Pologne)
  - Sélectionnés : Martin Assig, Matt Bryans
- 2013 [15]
  - Lauréat : Susan Hefuna (Allemagne)
  - Sélectionnés : Ulla von Brandenburg, Hans Op de Beeck
- 2012 :
  - Lauréat : Jorinde Voigt (Allemagne)
  - Sélectionnés : Marc Bauer (Suisse), Marcel Dzama (Canada)
- 2011 :
  - Lauréat : Marcel van Eeden (Pays-Bas)
  - Sélectionnés : Vidya Gastaldon (France), Amélie Wulffen (Allemagne)
- 2010 : 
  - Lauréat : Catherine van Eetvelde (Belgique)
  - Sélectionnés : Dove Allouche (France), Thomas Müller (Allemagne)
- 2009 : 
  - Lauréat : Sandra Vasquez de la Horra (Chili)
  - Sélectionnés : Frédérique Loutz (France), Jorge Queiroz (Portugal)
- 2007 : 
  - Lauréat : Silvia Bächli (Suisse)
  - Sélectionnés : Javier Pérez (Espagne), Jean-Luc Verna (France)